# Ferreras de Arriba
Ferreras de Arriba é um município da Espanha na província de Zamora, comunidade autónoma de Castela e Leão, de área 48 km² com população de 495 habitantes (2007) e densidade populacional de 10,67 hab/km².

## Demografia
| Variação demográfica do município entre 1991 e 2004 | Variação demográfica do município entre 1991 e 2004 | Variação demográfica do município entre 1991 e 2004 | Variação demográfica do município entre 1991 e 2004 |
| --------------------------------------------------- | --------------------------------------------------- | --------------------------------------------------- | --------------------------------------------------- |
| 1991                                                | 1996                                                | 2001                                                | 2004                                                |
| 575                                                 | 563                                                 | 521                                                 | 515                                                 |